# Picsearch
Picsearch 是一个图象搜索引擎。 使用者只要输入想要搜索图象的关键字就可以找到有关的图片。高级搜索选项中更可以让使用者搜索动画以及指定图象大小。 Picsearch图片搜索使用了一个儿童不宜内容过滤器。这个过滤器能够去除许多淫秽、暴力等不宜的图像。
Picsearch除了是一个图象搜索引擎外，还是一个图象搜索服务供应商。MSN及LYCOS是就其中的客户。除了企业联合组织夥伴外，个人网站用戶也可以利用Picsearch免费提供的搜索栏放于网站上。
Picsearch 於2000年瑞典斯德斯德哥尔摩成立。在2005年Picsearch更首先推出第一个网上图象索引， 方便使用者查找图象。 现时图象索引己存有一百多个最常搜索的图象链结。